# أدولف رولو
أدولف رولو (1867 – 1 يوليو 1937) هو مبارز بالسيف فرنسي راحل، مثّل بلاده في الألعاب الأولمبية الصيفية 1900.

## روابط خارجية
أدولف رولو على موقع أوليمبيديا (الإنجليزية)